# 錫斯內羅斯 (安蒂奧基亞省)
錫斯內羅斯是哥倫比亞的城鎮，位於該國北部，由安蒂奧基亞省負責管轄，距離首府麥德林88公里，始建於1910年，面積46平方公里，海拔高度1,129米，2005年人口9,617。

## 外部連結
- （西班牙文） Cisneros official website （页面存档备份，存于）

6°32′18″N 75°05′19″W / 6.53833°N 75.08861°W